# Tuiharpalus
Tuiharpalus – rodzaj chrząszczy z rodziny biegaczowatych i podrodziny Harpalinae.

## Morfologia
Ciało długości od 8 do 14 mm. Grzbietowa część głowy i tułowia z rzadko rozmieszczonymi, uszczecinionymi mikroporami. Żuwaczki rozszerzone wierzchołkowo. Labrum umiarkowanie do silnie poprzecznego o wierzchołku prostym lub obrzeżonym pośrodku. Oczy silnie zredukowane i raczej płaskie. Skronie powiększone. Owłosienie czułek zaczyna się od nasadowej ½ trzeciego członu. Bródka z zębem środkowym umiarkowanie krótszym od bocznych płatków. Bródka i podbródek oddzielone pełnym poprzecznym szwem. Przyjęzyczki długości języczka lub dłuższe. Głaszczki z ostatnim segmentem wrzecionowatym, wierzchołkowo ściętym lub nie, owłosione. Przedostatni segment głaszczków wargowych trój- lub wieloszczeciniasty na przedniej krawędzi. Przedplecze poprzeczne lub prawie eliptyczne o podstawie obrzeżonej, bocznych wyniesieniach kompletnych, a przednim nieobecnym. Tarczka widoczna. Wierzchołek płatka przedpiersia owłosiony. Uda tylnych odnóży z 2-6 długimi szczecinami na tylnej krawędzi. Rzędy uszczecinonych punktów obecne na 3, 5 i 7 międzyrzędzie lub 2 międzynerwiu pokryw. Seria pępkowatych uszczecinień na 9 międzyrzędzie ciągła. Wentryty 2 i 3 u samców bez uszczecinionych dołeczków, a 5 i 6 u obu płci bez krótkich szczecinek i tylko z jedną parą szczecinek o zmiennej pozycji. Edeagus w widoku bocznym silnie łukowaty, a w grzbietowym asymetryczny. Grzbietowy obszar błoniasty edeagusa szeroki, prawie sięgający do bulwy podstawowej. Dysk wierzchołkowy obecny lub nie. Woreczek wewnętrzny uzbrojony lub nieuzbrojony.

## Występowanie
Przedstawiciele rodzaju są endemitami Nowej Zelandii, gdzie występują na Wyspie Północnej i Wyspach Trzech Króli.

## Taksonomia
Rodzaj opisali w 2005 roku André Larochelle oraz Marie-Claude Larvière w 53 tomie Fauna of New Zealand. Gatunkiem typowym został Tuharpalus moorei. Nazwa rodzaju wywodzi się z połączenia tui (ptak z rodziny miodojadów) i Harpalus.
Opisano dotąd 5 gatunków z tego rodzaju:
- Tuiharpalus clunieae Larochelle et Lariviere, 2005
- Tuiharpalus crosbyi Larochelle et Lariviere, 2005
- Tuiharpalus gourlayi Britton 1964
- Tuiharpalus hallae Larochelle et Lariviere, 2005
- Tuiharpalus moorei Larochelle et Lariviere, 2005